# حزب الشعب الديمقراطي (السودان)
حزب الشعب الديمقراطي هو حزب سياسي في السودان. تم تشكيله في عام 1956 بعد انقسام في الحزب الوطني الوحدوي. أولئك الذين غادروا الحزب الوطني لتشكيل حزب الشعب الديمقراطي كانوا إلى حد كبير أعضاء في الطريقة الصوفية الختمية. بعد فترة من الانحياز إلى حزب الأمة، أعاد حزب الشعب الديمقراطي لاحقًا تنظيمه مع الحزب الوطني، واندمج الحزبان في عام 1968 لتشكيل الحزب الاتحادي الديمقراطي.

## خلفية
تأسس الحزب الوطني الوحدوي عام 1953 من أنصار إسماعيل الأزهري وأعضاء الطريقة الختمية الصوفية. كان هذان الفصيلان في حالة من عدم ارتياح مع بعضهما البعض، وقد تم جمعهما معًا لأسباب تكتيكية مثل التماسك الأيديولوجي. نشأ التحالف الأزهري الختمي الأولي لأن الأزهريين القوميين الحضريين كانوا يفتقرون إلى قاعدة واسعة بما يكفي لتحقيق النجاح الانتخابي بمفردهم، ووجدوا سببًا أكبر مع الختمية منه مع المهدية، الذين سيشكلون حزب الأمة.

## الانقسام
على الرغم من اتحادهما، إلا أن فصيل الأزهري والختمي كانا يفتقران إلى التماسك الأيديولوجي، وهذا الانقسام الداخلي سيشكل أساس الانقسام، الذي شهد مغادرة 21 عضوا من الحزب الوطني الوحدوي الحاكم لتشكيل حزب الشعب الديمقراطي في يونيو 1956 